# Selma Ergeç
 (décembre 2015).
Si vous disposez d'ouvrages ou d'articles de référence ou si vous connaissez des sites web de qualité traitant du thème abordé ici, merci de compléter l'article en donnant les références utiles à sa vérifiabilité et en les liant à la section « Notes et références ».

Selma Ergeç, née le 1er novembre 1978 à Hamm en Allemagne, est une actrice turque. Elle a étudié la médecine pendant trois ans à l'Université de Münster, elle a commencé sa carrière de top-model en 2000.
En 2007 elle est révélée au public turc grâce au film Sis ve gece. Elle est notamment connue pour sa prestation dans la série Muhteşem Yüzyıl (« Le Siècle magnifique »), où elle joue le rôle de la sœur du sultan Soliman le Magnifique, Hatice, épouse du grand vizir Ibrahim Pacha. Elle a aussi joué dans la série film Asi avec Tuba Buyukustun.